# Demòcrata-Cristians (Finlàndia)
Demòcrata Cristians (finès Kristillisdemokraatit, KD) és un partit polític de la  democràcia cristiana a Finlàndia creat el 1958 com a escissió demòcrata-cristiana del Partit de la Coalició Nacional amb el nom de Lliga Demòcrata Cristiana (Suomen Kristillinen Liitto), encara que el 2001 adoptaren el nom actual. Va entrar al parlament l'any 1970. Des del 2011 forma part del govern presidit per Jyrki Katainen, del Partit de la Coalició Nacional, i que inclou el Partit Socialdemòcrata, l'Aliança d'Esquerra, la Lliga Verda i el Partit Popular Suec. El líder del partit des del 28 d'agost de 2015 és Sari Essayah. Els demòcrates cristians tenen cinc escons al Parlament finlandès. Està situat a la centre-dreta de l'espectre polític.

## Líders
1. Olavi Päivänsalo (1958-1964)
2. Ahti Tele (1964-1967)
3. Eino Sares (1967-1970)
4. Olavi Majlander (1970-1973)
5. Raino Westerholm (1973-1982)
6. Esko Almgren (1982-1989)
7. Toimi Kankaanniemi (1989-1995)
8. Bjarne Kallis (1995-2004)
9. Päivi Räsänen (2004-)

## Resultats electorals

### Eleccions parlamentàries
| Any  | Vots    | %    | Escons   | +/- | Govern            |
| ---- | ------- | ---- | -------- | --- | ----------------- |
| 1958 | 3,358   | 0.17 | 0 / 200  | Nou | Extraparlamentari |
| 1966 | 10,646  | 0.45 | 0 / 200  | =   | Extraparlamentari |
| 1970 | 28,228  | 1.40 | 1 / 200  | 1   | Oposició          |
| 1972 | 65,228  | 2.53 | 4 / 200  | 3   | Oposició          |
| 1975 | 90,599  | 3.29 | 9 / 200  | 5   | Oposició          |
| 1979 | 138,244 | 4.77 | 9 / 200  | =   | Oposició          |
| 1983 | 90,410  | 3.03 | 3 / 200  | 6   | Oposició          |
| 1987 | 74,209  | 2.58 | 5 / 200  | 2   | Oposició          |
| 1991 | 83,151  | 3.05 | 8 / 200  | 3   | Coalició          |
| 1995 | 82,311  | 2.96 | 7 / 200  | 1   | Oposició          |
| 1999 | 111,835 | 4.17 | 10 / 200 | 3   | Oposició          |
| 2003 | 148,987 | 5.34 | 7 / 200  | 3   | Oposició          |
| 2007 | 134,643 | 4.86 | 7 / 200  | =   | Oposició          |
| 2011 | 118,453 | 4.03 | 6 / 200  | 1   | Coalició          |
| 2015 | 105,134 | 3.54 | 5 / 200  | 1   | Oposició          |
| 2019 | 120,144 | 3.90 | 5 / 200  | =   | Oposició          |
| 2023 | 130,394 | 4.22 | 5 / 200  | =   | Coalició          |

### Eleccions presidencials

#### Eleccions inderectes
| Any  | Candidat         | Vot popular | Vot popular | Vot popular | 1a volta | 1a volta | 2a volta | 2a volta | 3a volta | 3a volta | Resultats |
| Any  | Candidat         | Vots        | %           | Escons      | Vots     | %        | Vots     | %        | Vots     | %        | Resultats |
| ---- | ---------------- | ----------- | ----------- | ----------- | -------- | -------- | -------- | -------- | -------- | -------- | --------- |
| 1978 | Raino Westerholm | 215,244     | 8.8         | 24 / 300    | 24 / 300 | 8.8 (#2) |          |          |          |          | Derrota   |
| 1982 | Raino Westerholm | 59,885      | 1.9         | 0 / 300     | 0 / 300  | 1.9 (#7) |          |          |          |          | Derrota   |

#### Eleccions directes
| Any  | Candidat                | 1a volta  | 1a volta | 2a volta | 2a volta | Resultat |
| Any  | Candidat                | Vots      | %        | Vots     | %        | Resultat |
| ---- | ----------------------- | --------- | -------- | -------- | -------- | -------- |
| 1994 | Toimi Kankaanniemi      | 31,453    | 1.0      |          |          | Derrota  |
| 2006 | Bjarne Kallis           | 61,483    | 2.0      |          |          | Derrota  |
| 2012 | Sari Essayah            | 75,744    | 2.5      |          |          | Derrota  |
| 2018 | Suport a Sauli Niinistö | 1,874,334 | 62.6     |          |          | Elegit   |
| 2024 | Sari Essayah            | 47,820    | 1.48     |          |          | Derrota  |

### Eleccions municipals
| Any  | Vots    | %   | Regidors |
| ---- | ------- | --- | -------- |
| 1972 | 49,877  | 2.0 | 134      |
| 1976 | 85,792  | 3.2 | 322      |
| 1980 | 100,800 | 3.7 | 333      |
| 1984 | 80,455  | 3.0 | 257      |
| 1988 | 71,614  | 2.7 | 273      |
| 1992 | 84,481  | 3.2 | 353      |
| 1996 | 75,494  | 3.2 | 353      |
| 2000 | 95,009  | 4.3 | 443      |
| 2004 | 94,666  | 4.0 | 392      |
| 2008 | 106,639 | 4.2 | 351      |
| 2012 | 93,257  | 3.7 | 300      |
| 2017 | 105,551 | 4.1 | 316      |
| 2021 | 88,259  | 3.6 | 311      |
| 2025 | 86,428  | 3.6 | 299      |

### Parlament Europeu
| Any  | Vots   | %         | Escons | +/– | Grup   |
| ---- | ------ | --------- | ------ | --- | ------ |
| 1996 | 63,134 | 2.81 (#8) | 0 / 16 | Nou | –      |
| 1999 | 29,637 | 2.39 (#7) | 1 / 16 | 1   | EPP-ED |
| 2004 | 70,845 | 4.28 (#7) | 0 / 14 | 1   | –      |
| 2009 | 69,467 | 4.17 (#8) | 1 / 13 | 1   | EPP    |
| 2014 | 90,586 | 5.24 (#8) | 0 / 13 | 1   | –      |
| 2019 | 89,204 | 4.87 (#8) | 0 / 13 | =   | –      |
| 2024 | 75,426 | 4.12 (#8) | 0 / 15 | =   | –      |